# Sago

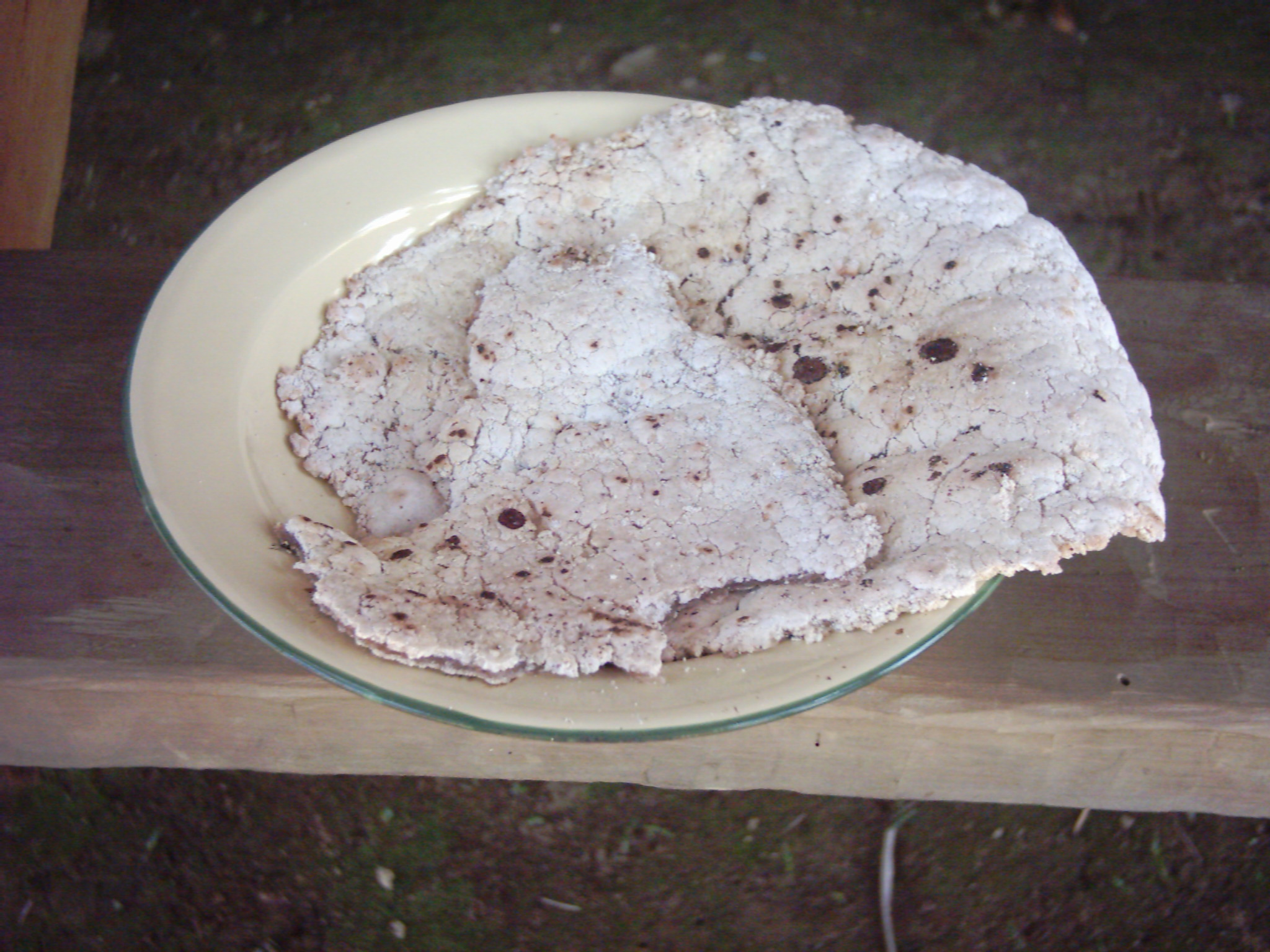
Pannenkoek gemaakt van sago

Sago of Palmmeel is een zetmeelproduct dat wordt gewonnen door het merg van verschillende soorten palmen en palmvarens, vnl. soorten uit de geslachten: Metroxylon en Zamia, (alle Sagopalm genoemd), uit de stam te persen. Sago bestaat voor het overgrote gedeelte uit koolhydraten en bijna geen vitaminen en al helemaal geen vetten of eiwitten. Het vormt het hoofdbestanddeel op het menu in grote delen op de Molukken en in Nieuw-Guinea. Het wordt daarom basisvoedsel genoemd.